# Demagnetize
Demagnetize (vom englischen demagnetize = entmagnetisieren), beziehungsweise Clydesdale, soll eine Geheimoperation in Italien ab 1952 gewesen sein. Ziel der Operation sollte sein, den wachsenden Einfluss der kommunistischen Parteien in dem Land zu reduzieren, um eine Machtübernahme durch Wahlsiege abzuwenden. Dazu sollten der Einfluss der kommunistischen Parteien in den italienischen Regierung und vor allem auf die Gewerkschaften reduziert werden, da man befürchtete, dass die KPI Ende der 1940er und Anfang der 1950er Jahre große Stimmenanteile erreichen könnte. Eine ähnliche Aktion in Frankreich war Cloven.